# Tompaorrú orrszarvúak
A tompaorrú orrszarvúak (Ceratotherium) az emlősök (Mammalia) osztályának páratlanujjú patások (Perissodactyla) rendjébe, ezen belül az orrszarvúfélék (Rhinocerotidae) családjába tartozó nem.

## Tudnivalók
Az eddigi ismeretek szerint a tompaorrú orrszarvúak neme a késő miocén korszakban jelent meg, körülbelül 7 millió évvel ezelőtt. Manapság már csak egy fajuk, a szélesszájú orrszarvú (Ceratotherium simum) maradt fenn, azonban ez is veszélyeztetve van az orvvadászat miatt. A fosszilis fajok pontos száma nem ismert, mivel egyesek átmeneti fajoknak tűnnek a tompaorrú orrszarvúak és a hegyesorrú orrszarvúak (Diceros) között, míg mások a mai faj régen kihalt alfajait képezhetik.

## Rendszerezés
A nembe az alábbi 6-7 faj tartozik:
- †Ceratotherium efficax - késő pliocén-kora pleisztocén; Etiópia, Tanzánia
- †Ceratotherium germanoafricanum - középső pleisztocén; Kelet-Afrika; talán a szélesszájú orrszarvú egyik fosszilis alfaja
- †Ceratotherium mauritanicum (Pomel, 1888) - késő pliocén-kora holocén; Észak-Afrika
- †Ceratotherium neumayri Geraads, 1988 - késő miocén; Törökország
- †Ceratotherium praecox - 7 millió évvel ezelőtt - késő miocén - élt, Dél-Afrikában; egyesek szerint azonos a Diceros praecox-szal
- szélesszájú orrszarvú (Ceratotherium simum) (Burchell, 1817)
- †Ceratotherium sp. - még nincs megnevezve; Dél-Afrika

## Fordítás
- Ez a szócikk részben vagy egészben  a   White rhinoceros#Taxonomy and evolution című angol Wikipédia-szócikk ezen változatának fordításán alapul.  Az eredeti cikk szerkesztőit annak laptörténete sorolja fel. Ez a jelzés csupán a megfogalmazás eredetét és a szerzői jogokat jelzi, nem szolgál a cikkben szereplő információk forrásmegjelöléseként.